# Шипшина синювата
Шипшина синювата (Rosa livescens) — вид квіткових рослин родини трояндових (Rosaceae).

## Біоморфологічна характеристика
Це кущ 40–50 см. Квітконосні пагони повністю позбавлені щетинок та залозок. Листочки майже позбавлені залозок, тільки іноді знизу на головній жилці всіяні одиничними залозками.

## Поширення
Поширення: Україна, Росія.
В Україні росте у Передкарпатті, Західному Лісостепу, Лівобережному Лісостепу, на Донецькому кряжі, в Донецькому Лісостепу, Злаково-Лучному Степу, Північному Приазов’ї та в Криму.